# Карлос Альварадо Кесада
Карлос Андрес Альварадо Кесада (ісп. Carlos Andrés Alvarado Quesada; нар. 14 січня 1980) — костариканський письменник, журналіст, політолог і політик, чинний, сорок п'ятий президент Коста-Рики (8 травня 2018 – 8 травня 2022).
За освітою бакалавр з комунікацій та магістр політології.

## Кар'єра
Від 2006 до 2010 року обіймав посаду радника фракції партії Громадянська дія у Законодавчих зборах Коста-Рики. Також був консультантом Інституту розвитку та досліджень у Великій Британії та керівником департаменту Procter & Gamble у Латинській Америці. Під час президентської кампанії Луїса Гільєрмо Соліса був директором з комунікацій.
Потім займався професорською діяльністю в університеті Коста-Рики та в школі журналістики університету Латина-де-Коста-Рика. Після перемоги Соліса на виборах очолив міністерство розвитку людського потенціалу та соціальної інтеграції та був виконавчим головою Об'єднаного інституту соціального забезпечення, закладу, що відповідає за боротьбу з бідністю та займається наданням державної допомоги. Згодом був призначений на посаду міністра праці.
2018 року виборов перемогу на виборах та став новим президентом Коста-Рики, офіційно вступивши на посаду 8 травня.
Його адміністрація продовжує політику, спрямовану на підтримку екології країни та соціальний захист її жителів. Окрім того, Альварадо Кесаді у спадщину від попередника лишився високий рівень злочинності, пов'язаний з активізацією наркоторговців та кримінальних угруповань.
Однією з найпомітніших подій його врядування стала легалізація в країні одностатевих шлюбів.

## Літературна діяльність
2006 року опублікував збірку оповідань Transcripciones Infieles, того ж року здобув нагороду за роман La historia de Cornelius. 2012 року Альварадо Кесада видав історичний роман Las Posesiones, про той період в історії Коста-Рики, протягом якого уряд конфіскував власність німців та італійців під час Другої Світової Війни.